# Kuba na Letnich Igrzyskach Olimpijskich 1900
Kubę na igrzyskach w Paryżu reprezentował jeden szpadzista – Ramón Fonst.

## Wyniki

### Szermierka
| Konkurencja                 | Miejsce   | Zawodnik    | 1 runda           | 1/4 finału              | Repasaże       | 1/2 finału           | Finał     |
| --------------------------- | --------- | ----------- | ----------------- | ----------------------- | -------------- | -------------------- | --------- |
| Szpada amatorzy             | 1 miejsce | Ramón Fonst | 1 miejsce grupa D | 3 miejsce ćwierćfinał D | nie rozgrywany | 3 miejsce półfinał C | 1 miejsce |
| Szpada amatorzy i zawodowcy | 2 miejsce | Ramón Fonst | nie rozgrywany    | nie rozgrywany          | nie rozgrywany | nie rozgrywany       | 2 miejsce |